# The Philadelphia Experiment
The Philadelphia Experiment is een Brits-Amerikaanse sciencefictionfilm uit 1984 van Steward Raffill, gebaseerd op een Amerikaans marine-experiment in Philadelphia in 1943. Door gebruik van magnetische velden zouden er allerlei vreemde effecten zijn opgetreden, zoals tijdreis-effecten, teleportatie van het schip en verdwijning van bemanningsleden. 
De acteurs zijn onder meer Michael Paré, Bobby Di Cicco en Nancy Allen. Steward Raffill won de prijs voor best film award van het Fantafestival en Nancy Allen werd genomineerd door Acadamy of Science Fiction, Fantasy & Horror Films voor beste actrice van de Saturn Award. In 1993 werd de vervolgfilm Philadelphia Experiment 2 geproduceerd en uitgebracht.  

## Filmstijl
Het verhaal speelt zich af in het oosten van de Verenigde Staten in de stad Philadelphia, tijdens de Tweede Wereldoorlog in 1943 waar twee matrozen David Herdeg en Jim Parker deel uitmaken van een Amerikaans marine-experiment. In de openingsscène wordt dit verduidelijkt door enkele typische herkenbare elementen van de jaren 40; 
- Stijl van kledij.
- Ouderwets haarkapsel.
- Parallel inhoudelijke jazzmuziek.
- Nieuwsbericht via de radio omtrent Tweede Wereldoorlog.

Na het mislukte experiment, reizen David Herdef en Jim Parker via het gecreëerde wormgat naar 1984. Enkele typische jaren 1980-elementen komen hier ook concreet in beeld. De herkenbare eigenschappen worden in close-up gefilmd, zodat de kijker meteen doorheeft dat de scène zich afspeelt in een ander tijdperk.
Elke scène dat dicht bij het wormgat plaatsvindt, hoort men bliksem, donder of harde wind op de achtergrond. Dit gepaard met overeenstemmende, zenuwachtige achtergrondmuziek van Kenneth Wannbergh, wat een zekere spanning verwezenlijkt voor de kijker. Vervolgens wordt het wormgat voor een korte tijdspanne in close-up gebracht om een beeld te creëren van de huidige toestand. Deze verslecht steeds naarmate men het einde van de film nadert.

## Rolverdeling
| Acteur             | Personage            |
| ------------------ | -------------------- |
| Michael Paré       | David Herdeg         |
| Nancy Allen        | Allison Hayes        |
| Eric Christmas     | Dr. James Longstreet |
| Bobby Di Cicco     | Jim Parker           |
| Louise Latham      | Pamela               |
| Stephen Tobolowsky | Barney               |
| Ralph Manza        | de oude Jim          |
| Kene Holliday      | Major Clark          |
| Joe Dorsey         | sheriff Bates        |
| Michael Currie     | Magnussen            |
| Gary Brockette     | adjudant Andrews     |
| Debra Troyer       | de jonge Pamela      |
| Miles McNamara     | de jonge Longstreet  |
| James Edgcomb      | Officier Boyer       |
| Glenn Morshower    | mecanicien           |
| Vaughn Armstrong   | cowboy               |